# Gyóni Mátyás
Gyóni Mátyás (Budapest, 1913. december 18. – Budapest, 1955. szeptember 28.) történész, bizantinológus, egyetemi tanár, tanszékvezető, a Magyar Tudományos Akadémia tagja; Gyóni Géza költő unokaöccse.

## Élete
1935-től Eötvös kollégistaként a budapesti tudományegyetemre járt. A Bécsi Magyar Történeti Intézet (Gróf Klebelsberg Kunó Magyar Történetkutató Intézet) ösztöndíjasa is volt. 1939-ben tanári, 1940-ben bölcsészdoktori oklevelet szerzett. 1944-ben egyetemi magántanárrá habilitálták. 
1939-től az aszódi gimnázium tanára volt, 1942-től 1950-ig a Teleki Pál (1948-tól Kelet-európai) Tudományos Intézetben tanított.
Feleségével, Zepethneki Töttössy Katalinnal (Bp., 1921. július 8.) két gyermekük született: Mária és András.
1948-ban a Magyar Tudományos Akadémia levelező tagjává választotta. 1950-től intézeti tanár a budapesti tudományegyetem görög filológiai tanszékén. 1953-tól tanszékvezető docens, 1954-től tanszékvezető egyetemi tanár a középkori egyetemes történeti tanszéken. A Rákosi-korban a sztalinizálódó egyetemi oktatás ideológiai üldözéseiben vallásossága miatt célponttá vált, s ennek hatására 1955-ben öngyilkos lett. 
Sírja a Farkasréti temető 28/2-1-76. sírhelyén található.

## Műveiből
Alapos tanulmányokban foglalkozott, főleg a 10–13. századi magyar és román történelem bizánci forrásaival
- Magyarország és a magyarság a bizánci források tükrében (Budapest, 1938)
- A Paristrioni "államalakulatok" etnikai jellege. Archaizáló népnév és etnikai valóság Anna Komnene Alexiasában. Budapest, Athenaeum Irodalmi és Nyomdai Rt. Nyomása, 1942. 91 oldal (Magyar Történettudományi Intézet Évkönyve)
- A magyar nyelv görög feljegyzéses szórvány emlékei. Die Streudenkmäler der ungarischen Sprache in griechischen Texten. Bp. 1943, Tudományegyetemi Görög Filológiai Int. 220 p. (Magyar-görög tanulmányok 24.)
- Ligeti Lajos (szerk.): A magyarság őstörténete. Franklin-Társulat, Budapest, 1943, 290 oldal (Újabb kiadása: A magyar őstörténet írásos forrásai. A bizánci források. In: A magyarság őstörténete. Bp., 1986. 243-246.)
- A legrégibb vélemény a román nép eredetéről. Kekaumenos művei mint a Román történet forrásai. Bp., 1944, Athenaeum. 87 lap (Magyar Történettudományi Intézet)
- N. P. Gracianszkij - Sz. D. Szkazkin: Középkori történeti chrestomathia. (Egyetemi segédkönyv). Szerk. Borzsák István. Ford.: Borzsák István, Gyóni Mátyás, Mezey László. (Budapest, 1952) 375 oldal
- La première mention historique des Vlaques des monts Balkans (Budapest, 1953)
- A bizánci irodalom kis tükre (Fordításai beválogatva.) 1974. 843 oldal ISBN 963-07-0345-9

### Cikkei a Századokban
- Laurent, V.: La Serbie entre Byzance et la Hongrie à la veille de la quatrième croisade. (Revue Historique du Sud-Est Européen, 1941). Századok, 1943. (77. évf.) 7-10. sz. 478-479. old.
- Horváth Endre: Magyar-görög bibliográfia. Budapest, 1940. (Magyar-görög tanulmányok, 12.) In: Századok, 1943. (77. évf.) 4-6. sz. 258-259. old.
- László Ferenc: A kagán és családja. (Kőrösi Csoma Archivum, 1940.). In: Századok, 1944. (78. évf.) 7-9. sz. 592. oldal
- Mönschland Athos. (Mit Beiträgen von F. Dölger, E. Weigand und A. Deindl, hrsg. von F. Dölger). München, 1943. In: Századok, 1944. (78. évf.) 4-6. sz. 288-290. old.
- A. Zeki Validi Togan: Völkerschaften des Chazarenreiches im neunten Jahrhundert. (Kőrösi Csoma Archivum, 1940.). In: Századok, 1944. (78. évf.) 7-9. sz. 592. old.
- Bizánci költemények Manuél császár magyar hadjáratairól. Kiadta és bevezetéssel ellátta Rácz István. Budapest, 1941. (Magyar-görög tanulmányok, 16.). In: Századok, 1944. (78. évf.) 1-3. sz. 112-113. old.
- Laurent, V.: Une lettre dogmatique de l'empereur Isaac l'Ange au primat de Hongrie. (Échos d'Orient, 1940.). In: Századok, 1944. (78. évf.) 1-3. sz. 121-122. old.
- Bănescu, N.: Un problème d'histoire médiévale: création et caractère du second empire Bulgare, 1185. Bucureşti, 1943. (Institut Roumain d'Études Byzantines. Nouv. sér., 2.). In: Századok, 1945. (79-80. évf.) 1-6. sz. 271-272. old.
- Bănescu, N.: Le thème de Pristrion-Paradounavon (Paradounavis). Bucureşti, 1944. (Académie Roumaine. Bulletin de la Section Historique, 25/2.). In: Századok, 1945. (79-80. évf.) 1-6. sz. 270-271. old.
- A legkorábbi magyar-bizánci házassági kapcsolatok kérdéséhez. In: Századok, 1947. (8. évf.) 1-10. sz. 212-219. old.
- Bíborbanszületett Konstantin: A birodalom kormányzása. A görög szöveget kiad. és magyarra ford. Moravcsik Gyula. Budapest, 1950. In: Századok, 1951. (85. évf.) 1-2. sz. 255-257. old.
- A kijevi ősévkönyv volochjai. In: Századok, 1989. (123. évf.) 3-4. sz. 298-342. old.

### Egyéb cikkeiből
- „Kalizok, kazárok, kabarok, magyarok”. In: Magyar Nyelv 34 (1938). 86-96, 159-168. oldal
- A keleti egyház jelentkezése a Temes vidékén Szent István korában. In: Magyar Nyelv. XLI. évf. (1945) 1–5. sz. 43–49. 1945
- A Balkán-félszigeti vlachok kétlegelős pásztorkodása a középkorban (MTA I. Osztály Közleményei, 1951.)